# Homokbödöge
Homokbödöge es un pueblo ubicado en el distrito de Pápa, en el condado de Veszprém, Hungría.

## Superficie
Posee una superficie de 16,15 kilómetros cuadrados.

## Demografía
Hasta 2019 la población era de 633 habitantes, con una densidad de población de 39,20 habitantes por kilómetro cuadrado.